# Bracebridge (Ontario)
Bracebridge est une ville et le siège administratif de la municipalité régionale du district de Muskoka en Ontario, Canada

## Démographie
| 2001   | 2006   |
| ------ | ------ |
| 13 751 | 15 652 |

| 2011   | 2016   |
| ------ | ------ |
| 15 414 | 16 010 |

## Personnalités

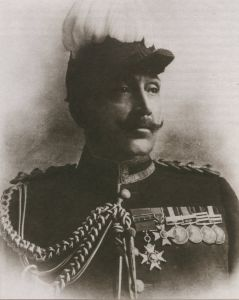
Sir Sam Steele.

- Sam Steele (1849-1919), soldat et membre de la Police montée du Nord-Ouest.